# بهلويات
البهلويات كان اسمًا للشعر الذي صُنف في اللغات الإيرانية الشمالية الغربية المحلية واللغات في منطقة بهلوي، التي تضم إصفهان  (راي) وحمدان ونهاوند وأذربيجان والتي تتوافق مع منطقة ميديا القديمة. والبهلويات هي شكل عربي من الكلمة الفارسية فهلاوي، التي تعني في الأصل: الفرثي ولكن الآن أصبحت تعني "بطولة أو قديمة". وفقا للمؤرخين سياوش لورنيهاد وعلي دوستزاده، هذا الشعر كان مُستخدمًا في أذربيجان التاريخية (مقاطعة أذربيجان بإيران ودولة أذربيجان).
وفي بعض النصوص، أُطلق على البهلويات لفظ أوراما أيضًا. يرجع ذلك إلى أن هذه القصائد كانت تُغنى على أنغام تُعرف باسم أورامان، والتي يبدو أنها مرتبطة باسم منطقة أفرومان في كردستان.
وقد تأثرت اللغة البهلوية، المنحدرة من اللهجات الميدية، بشكل كبير باللغة الفارسية، كما كانت لها تشابهات لغوية مع اللغة الفرثية. يُقال إن أقدم رباعية بهلوية كُتبت باللهجة النهاوندية، على يد شخص يُسمى أبا العباس النهاوندي (توفي سنة 942/43).
تشير الأدلة إلى أن الصوفيين الفرس في بغداد كانوا يغنون الرباعيات الغنائية الشعبية أثناء احتفالات أناشيد السماع الخاصة بهم في القرن التاسع. من المرجح أن اللغة التي غنوا بها لم تكن اللغة العربية أو حتى اللغة الفارسية الفصيحة، بل اللهجات الإيرانية المحلية. كتب شعراء مثل همام التبريزي (توفي 1314/15) وعبد القادر مراغي (توفي 1435) بالبلهلويات.

## قائمة المؤلفين
وفيما يلي بعض المؤلفين الذين تعتبر أعمالهم ضمن النوع العام من البهلويات:
- أوحدي مراغي
- عين القضاة الهمداني
- بابا طاهر
- صفي الدين الأردبيلي
- ماما عصمت تبريزي
- المغربي التبريزي
- همام التبريزي
- بوندار رازي
- سفينة تبريز